# تشارلز فرنسيس بيشوب
تشارلز فرنسيس بيشوب (بالإنجليزية: Charles Francis Bishop)‏ هو عسكري أمريكي، ولد في 2 أغسطس 1888 في سان دييغو في الولايات المتحدة، وتوفي في 1 فبراير 1954.